# Giải bóng đá vô địch quốc gia Tonga
Giải bóng đá vô địch quốc gia Tonga là giải bóng đá hàng đầu ở Tonga . Nhà vô địch mùa giải 2021 là Veitongo FC . Các đội xuống hạng sẽ thi đấu tại Tonga Division II .
Giải đấu không hoàn toàn chuyên nghiệp.

## Câu lạc bộ (2019)

### Ngoại hạng
- Fahefa
- Đội trẻ Ha'amoko United
- Lavengatonga
- Longoteme
- Lotoha'apai United
- Marist Prems
- Navutoka
- Veitongo

### Hạng Nhất
- Ahau
- Ahononou
- Fua'amotu
- Houmakelikao Steeler
- Houmakelikao 11 Zion
- Kolomotu'a
- Lavengatonga
- Vaolongolongo
- Longoteme
- Nukuhetulu

### Nữ
- Fahefa
- Fasi & Afi
- Lavengatonga
- Vaolongolongo
- Longoteme
- Lotoha'apai United
- Marist Prems
- Navutoka
- Veitongo

- 1969–70: Kolofo'ou No.1
- 1970–71: Kolofo'ou No.1
- 1971–72: Kolofo'ou No.1, Veitongo and Ngeleia (chia sẻ chức vô địch)
- 1972–73: Không biết
- 1974: Kolofo'ou
- 1975: Kolofo'ou
- 1976–77: Không biết
- 1978: Veitongo
- 1979: Không biết
- 1980–81: 'Atenisi United
- 1982: Ngeleia
- 1983: Ngeleia
- 1984: Ngeleia
- 1985: Ngeleia
- 1986: Ngeleia
- 1987: Ngeleia
- 1988: Ngeleia
- 1989: Navutoka FC
- 1990: Ngeleia
- 1991–93: Không biết
- 1994: Navutoka FC
- 1995–97: Không biết
- 1998: SC Lotoha'apai
- 1999: SC Lotoha'apai
- 2000: SC Lotoha'apai
- 2001: SC Lotoha'apai
- 2002: SC Lotoha'apai
- 2003: SC Lotoha'apai
- 2004: SC Lotoha'apai
- 2005: SC Lotoha'apai
- 2006: SC Lotoha'apai
- 2007: SC Lotoha'apai
- 2008: SC Lotoha'apai
- 2009: Marist Prems
- 2010: Không thi đấu
- 2010–11: SC Lotoha'apai
- 2011–12: SC Lotoha'apai
- 2013: Lotoha'apai United
- 2013–14: SC Lotoha'apai
- 2015: Veitongo[2]
- 2016: Veitongo[3]
- 2017: Veitongo
- 2018: Lotoha'apai United[4]
- 2019: Veitongo
- 2020: Không được tổ chức
- 2021: Veitongo